# Irwin-Hall-Verteilung
Die Irwin-Hall-Verteilung, nach Joseph Oscar Irwin und Philip Hall benannt, ist die Verteilung der Summe von voneinander unabhängigen, im Intervall {\displaystyle [0,1]} gleichverteilten Zufallsvariablen.
Die Dichtefunktion der Irwin-Hall-Verteilung für {\displaystyle n} Summanden ist
{\displaystyle f_{n}(x)={\frac {1}{2(n-1)!}}\sum _{k=0}^{n}(-1)^{k}{\binom {n}{k}}(x-k)^{n-1}\operatorname {sgn}(x-k)}.

## Tabelle der Verteilungsdichten
Diese Tabelle zeigt die Verteilungsdichten von Zufallsvariablen bei Summierung von einer bis sechs unabhängigen Zufallsvariablen, die gleichverteilt im Intervall [0, 1] sind. Sie haben den Namen Irwin-Hall-Verteilung.
Die Bilder zeigen, wie schnell sich die Gesamtverteilung von einer Rechtecks- in eine Glockenkurve ändert, selbst wenn man nur wenige Zufallsvariable summiert. Die Verteilung nähert sich immer mehr einer Normalverteilung. Dies besagt der zentrale Grenzwertsatz.
| Verteilungsdichte | Bild |
| --- | ---- |
| {\displaystyle f_{1}(x)={\begin{cases}0&x<0\\1&0\leq x\leq 1\\0&x>1\end{cases}}} |      |
| {\displaystyle f_{2}(x)={\begin{cases}0&x<0\\x&0\leq x\leq 1\\2-x&1\leq x\leq 2\\0&x>2\end{cases}}} |      |
| {\displaystyle f_{3}(x)={\begin{cases}0&x<0\\{\frac {x^{2}}{2}}&0\leq x\leq 1\\-x^{2}+3x-{\frac {3}{2}}&1\leq x\leq 2\\{\frac {(3-x)^{2}}{2}}&2\leq x\leq 3\\0&x>3\end{cases}}} |      |
| {\displaystyle f_{4}(x)={\begin{cases}0&x<0\\{\frac {x^{3}}{6}}&0\leq x\leq 1\\-{\frac {x^{3}}{2}}+2x^{2}-2x+{\frac {2}{3}}&1\leq x\leq 2\\{\frac {x^{3}}{2}}-4x^{2}+10x-{\frac {22}{3}}&2\leq x\leq 3\\{\frac {(4-x)^{3}}{6}}&3\leq x\leq 4\\0&x>4\end{cases}}} |      |
| {\displaystyle f_{5}(x)={\begin{cases}0&x<0\\{\frac {x^{4}}{24}}&0\leq x\leq 1\\{\frac {-5+20x-30x^{2}+20x^{3}-4x^{4}}{24}}&1\leq x\leq 2\\{\frac {155-300x+210x^{2}-60x^{3}+6x^{4}}{24}}&2\leq x\leq 3\\{\frac {-655+780x-330x^{2}+60x^{3}-4x^{4}}{24}}&3\leq x\leq 4\\{\frac {(5-x)^{4}}{24}}&4\leq x\leq 5\\0&x>5\end{cases}}} |      |
| {\displaystyle f_{6}(x)={\begin{cases}0&x<0\\{\frac {x^{5}}{120}}&0\leq x\leq 1\\{\frac {6-30x+60x^{2}-60x^{3}+30x^{4}-5x^{5}}{120}}&1\leq x\leq 2\\{\frac {-237+585x-570x^{2}+270x^{3}-60x^{4}+5x^{5}}{60}}&2\leq x\leq 3\\{\frac {2193-3465x+2130x^{2}-630x^{3}+90x^{4}-5x^{5}}{60}}&3\leq x\leq 4\\{\frac {-10974+12270x-5340x^{2}+1140x^{3}-120x^{4}+5x^{5}}{120}}&4\leq x\leq 5\\{\frac {(6-x)^{5}}{120}}&5\leq x\leq 6\\0&x>6\end{cases}}} |      |

## Herleitung
Die Verteilungsdichte der Standardgleichverteilung ist
{\displaystyle f_{1}(x)={\begin{cases}0,&{\text{wenn }}x\leq 0\\1,&{\text{wenn }}x\in \,]0,\,1]\\0,&{\text{wenn }}x>1{\text{.}}\\\end{cases}}}
Es sei
{\displaystyle f_{k}(x)={\begin{cases}0,&{\text{wenn }}x\leq 0\\f_{k,\,1}(x),&{\text{wenn }}x\in \,]0,\,1]\\\cdots \\f_{k,\,j}(x),&{\text{wenn }}x\in \,]j-1,\,j]\\\cdots \\f_{k,\,k}(x),&{\text{wenn }}x\in \,]k-1,\,k]\\0,&{\text{wenn }}x>k\\\end{cases}}}
die Verteilungsdichte der Summe von {\displaystyle k} standardgleichverteilten Zufallsvariablen.
Es bezeichnet also {\displaystyle f_{k,\,j}(x)} die Verteilungsdichte der Summe von {\displaystyle k} standardgleichverteilten Zufallsvariablen im halboffenen Intervall {\displaystyle ]j-1,\,j]}.
Im Folgenden bezeichne {\displaystyle Z_{k}\,} eine Zufallsvariable, die gemäß {\displaystyle f_{k}} verteilt ist. Gemäß der Faltung von Wahrscheinlichkeitsmaßen ergibt sich Folgendes: Für {\displaystyle x\in \,]j-1,j]} ist
{\displaystyle {\begin{aligned}f_{k+1,\,j}(t)&=\int _{-\infty }^{\infty }f_{k}(t-x)\cdot f_{1}(x)\,dx\\&=\int _{0}^{1}f_{k}(t-x)\cdot 1\,dx&&{\text{Substitution: }}y=t-x\\&=\int _{t-1}^{t}f_{k}(y)\,dy\\&=\int _{t-1}^{j-1}f_{k,\,j-1}(y)\,dy+\int _{j-1}^{t}f_{k,\,j}(y)\,dy.\end{aligned}}}
Das heißt, der {\displaystyle j}-te Zweig der Verteilungsdichte {\displaystyle f_{k+1}} ergibt sich aus den Integralen von zwei Zweigen von {\displaystyle f_{k}}.